# Cartier Building
Pour les articles homonymes, voir Cartier.
Le Cartier Building, également appelé 653 Fifth Avenue, est un bâtiment commercial situé à l'angle sud-est de la 52e rue et de la Cinquième Avenue, dans le quartier de Midtown Manhattan à New York. L'édifice sert de magasin phare de Cartier à New York.
Il est composé de deux édifices mitoyens. Le principal, la Plant House, a été conçue en 1905 dans le style néo-Renaissance et possède des façades sur la 52e rue et la Cinquième Avenue. La maison Edward Holbrook a également été conçue dans un style néoclassique mais possède un toit mansardé. Les deux bâtiments ont cinq étages et sont reliés en interne. La boutique Cartier occupe tous les étages du bâtiment.
À la fin des années 1910, Plant vend sa maison à Cartier. La maison Holbrook a été occupée par divers locataires jusqu'en 1927, après quoi elle a été achetée par les propriétaires du 653 Fifth Avenue et utilisée par diverses organisations et entreprises. La Commission de préservation des monuments de la ville de New York a désigné le Cartier Building comme monument de la ville en 1970, et il a été ajouté au registre national des lieux historiques en 1983.

## Architecture
Pierre Cartier a ouvert en 1909 sa succursale à New York.
Le Cartier Building est le principal magasin du bijoutier Cartier à New York. Il se compose de la Morton F. Plant House au 651-653 Fifth Avenue et de la Edward Holbrook House au 4 East 52nd Street. La Plant House a été conçue par l'architecte Robert W. Gibson dans le style néo-Renaissance pour Morton Freeman Plant,,, un financier qui était le fils du magnat des chemins de fer Henry B. Plant,. La maison Holbrook a été conçue par CPH Gilbert pour Edward Holbrook, qui était président de la Gorham Manufacturing Company dans les années 1900. Les deux maisons composent l'édifice Cartier et sont reliées intérieurement depuis les années 1920.

## Galerie

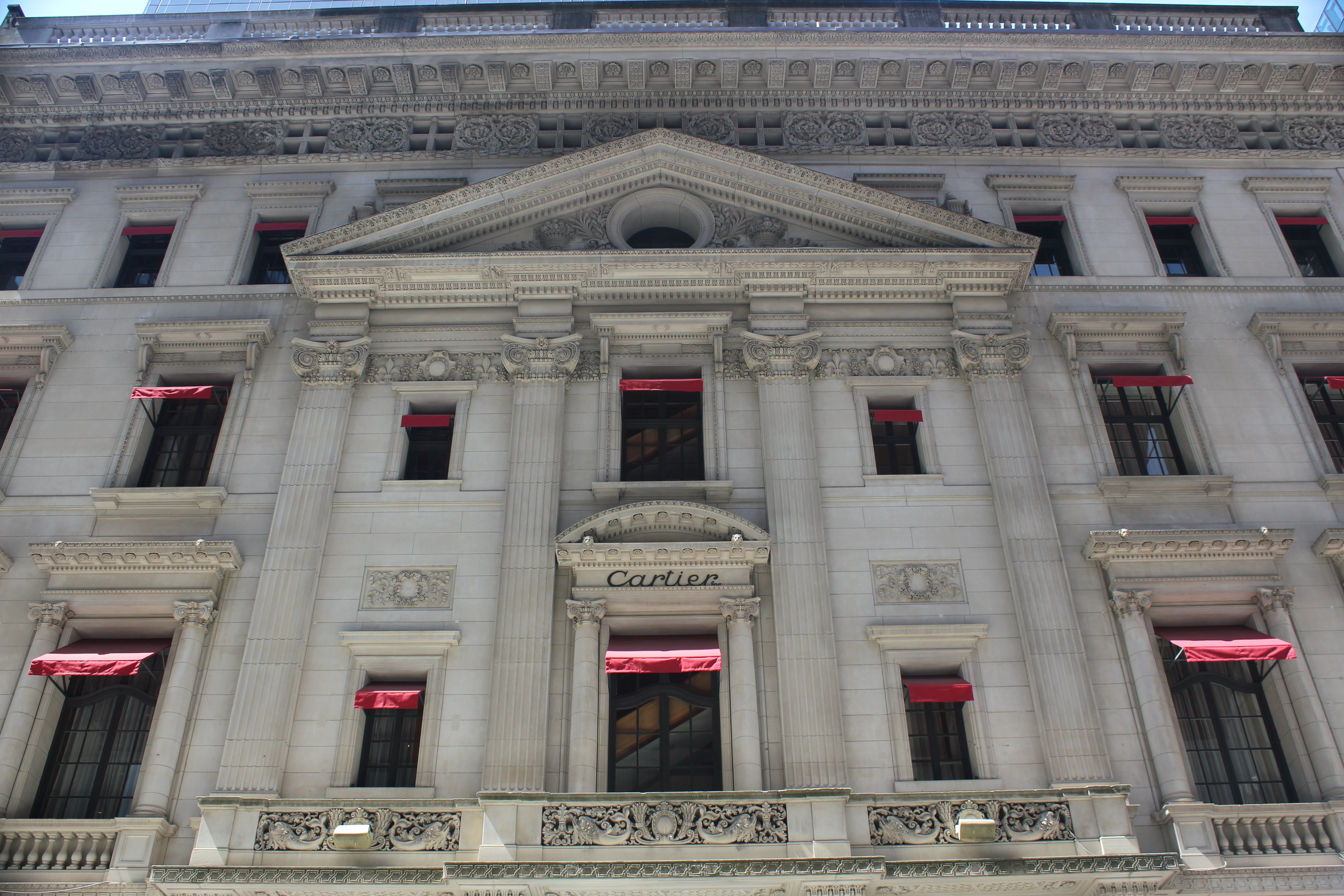
Pavillon central sur la 52e rue.

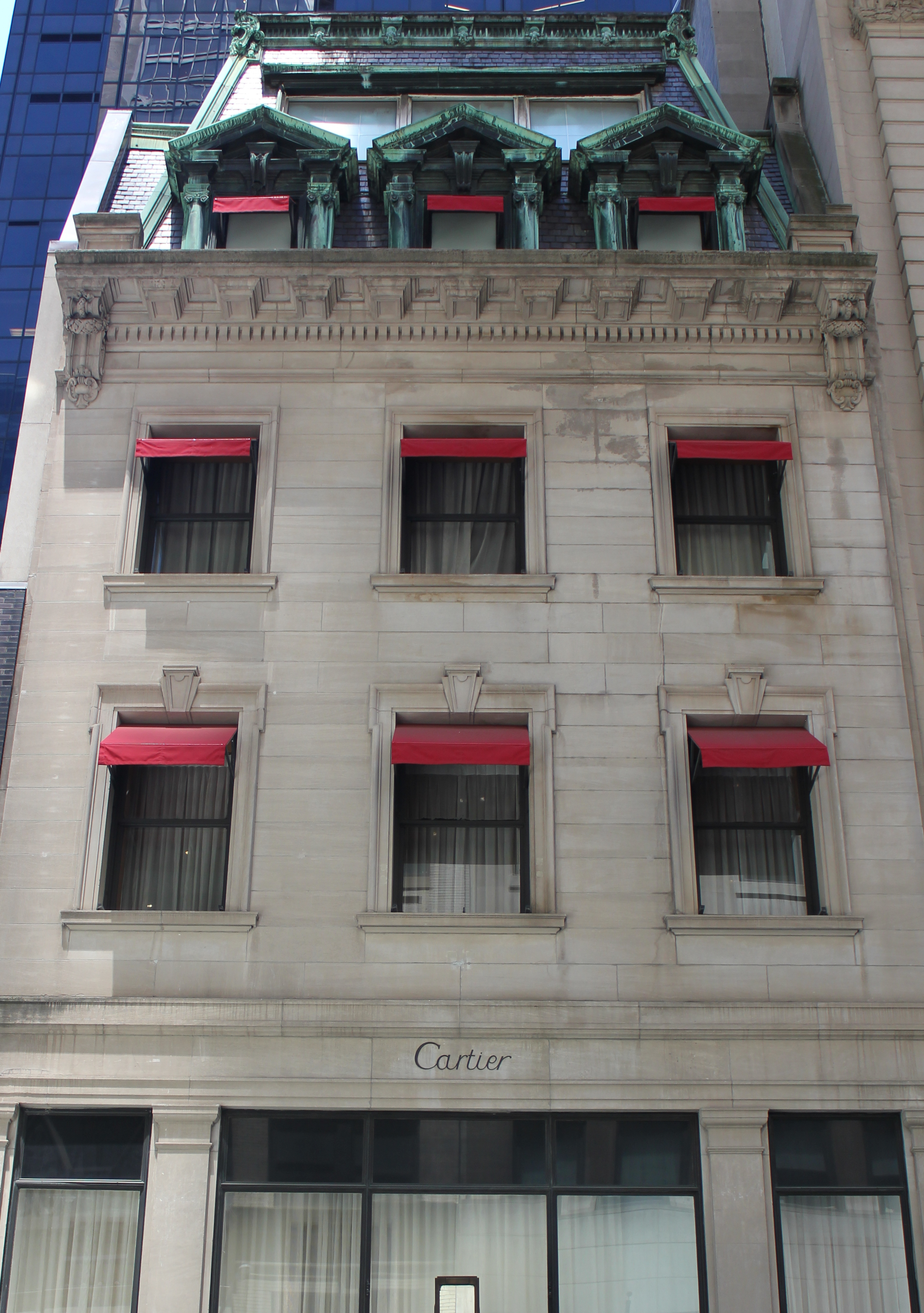
Détail de la façade de la maison Holbrook.
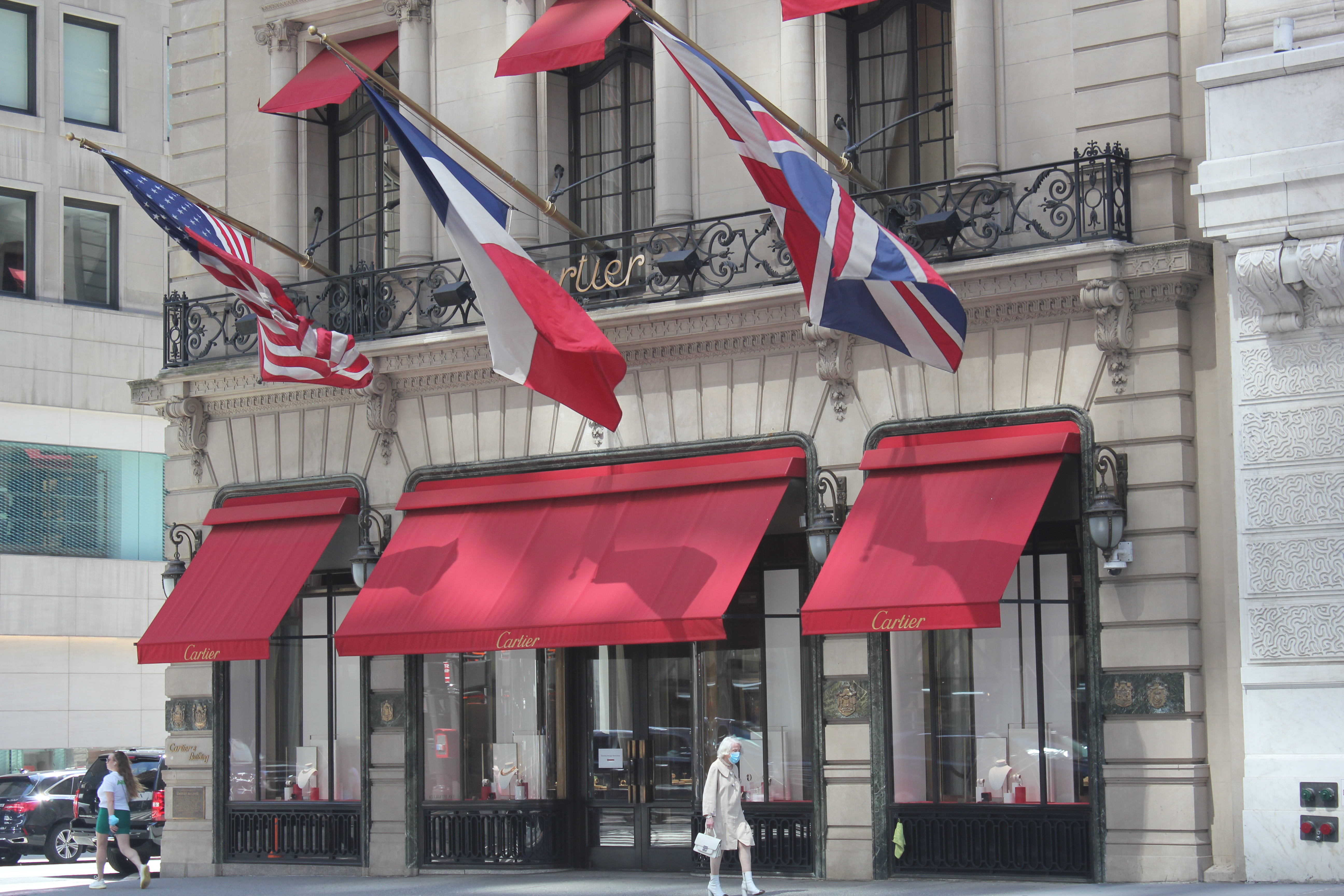
Vue de la base du 653 Fifth Avenue, modifiée plus tard pour contenir une vitrine Cartier.
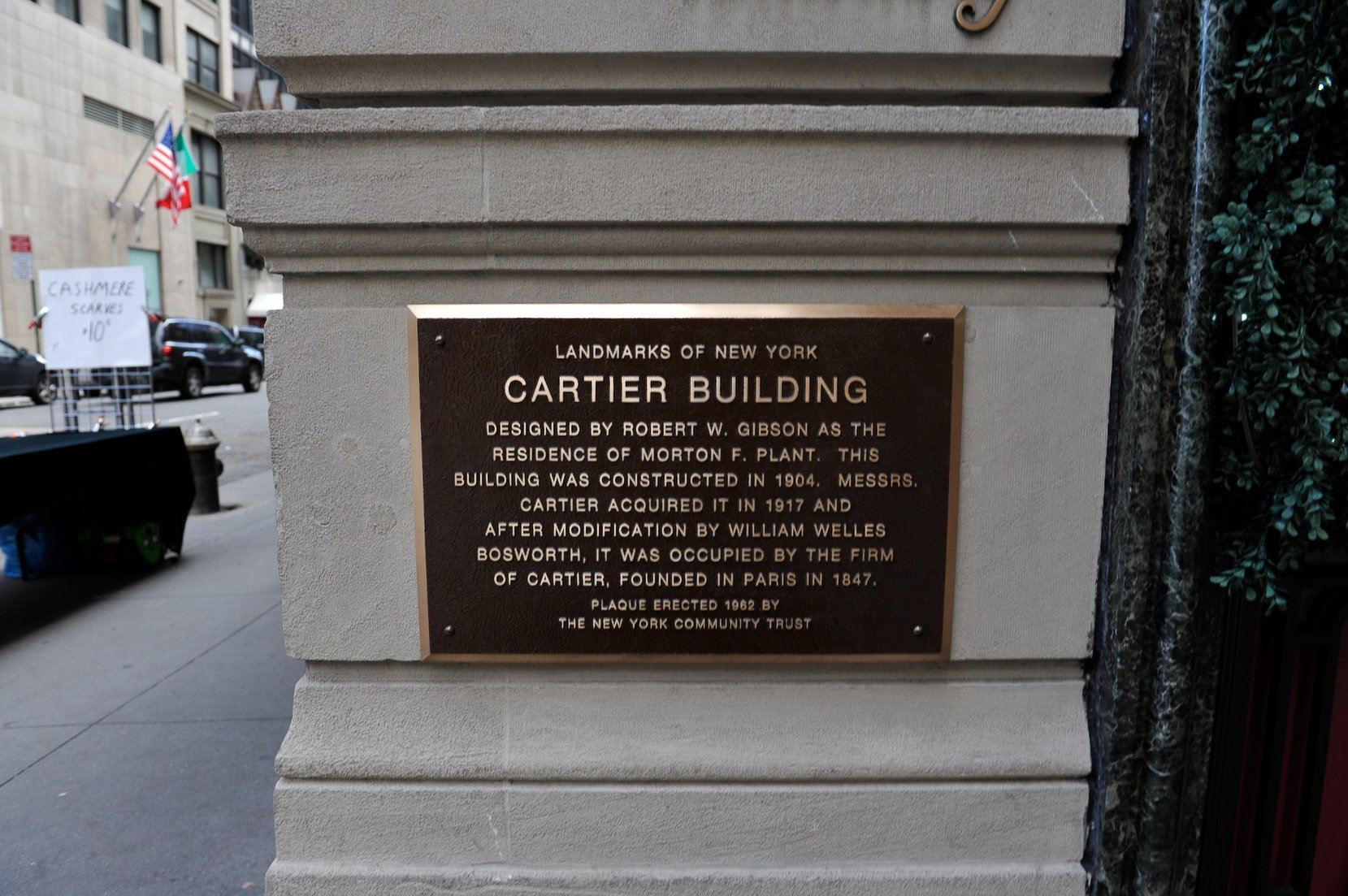
Plaque de New York City Landmark.
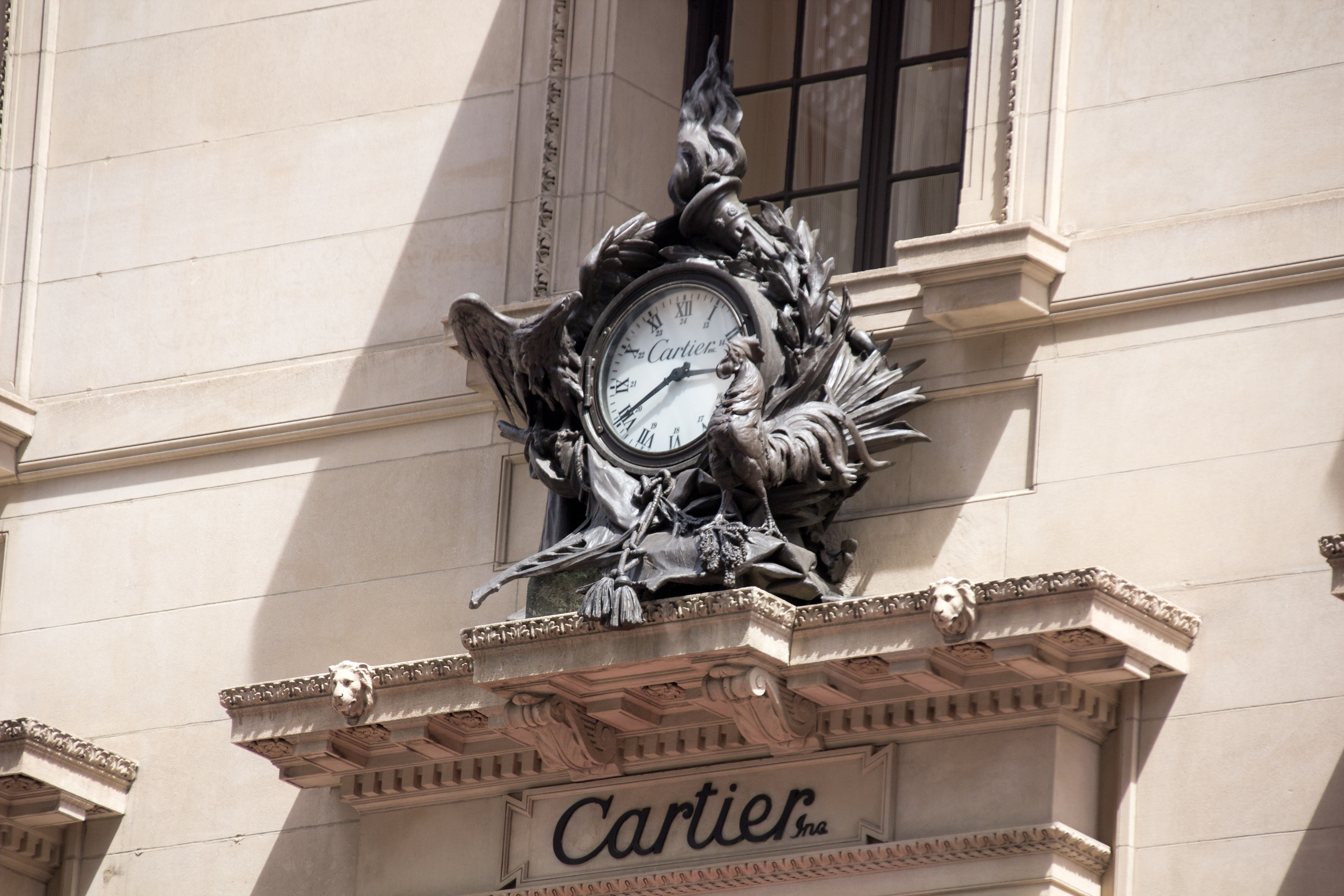
Détail de l'horloge.
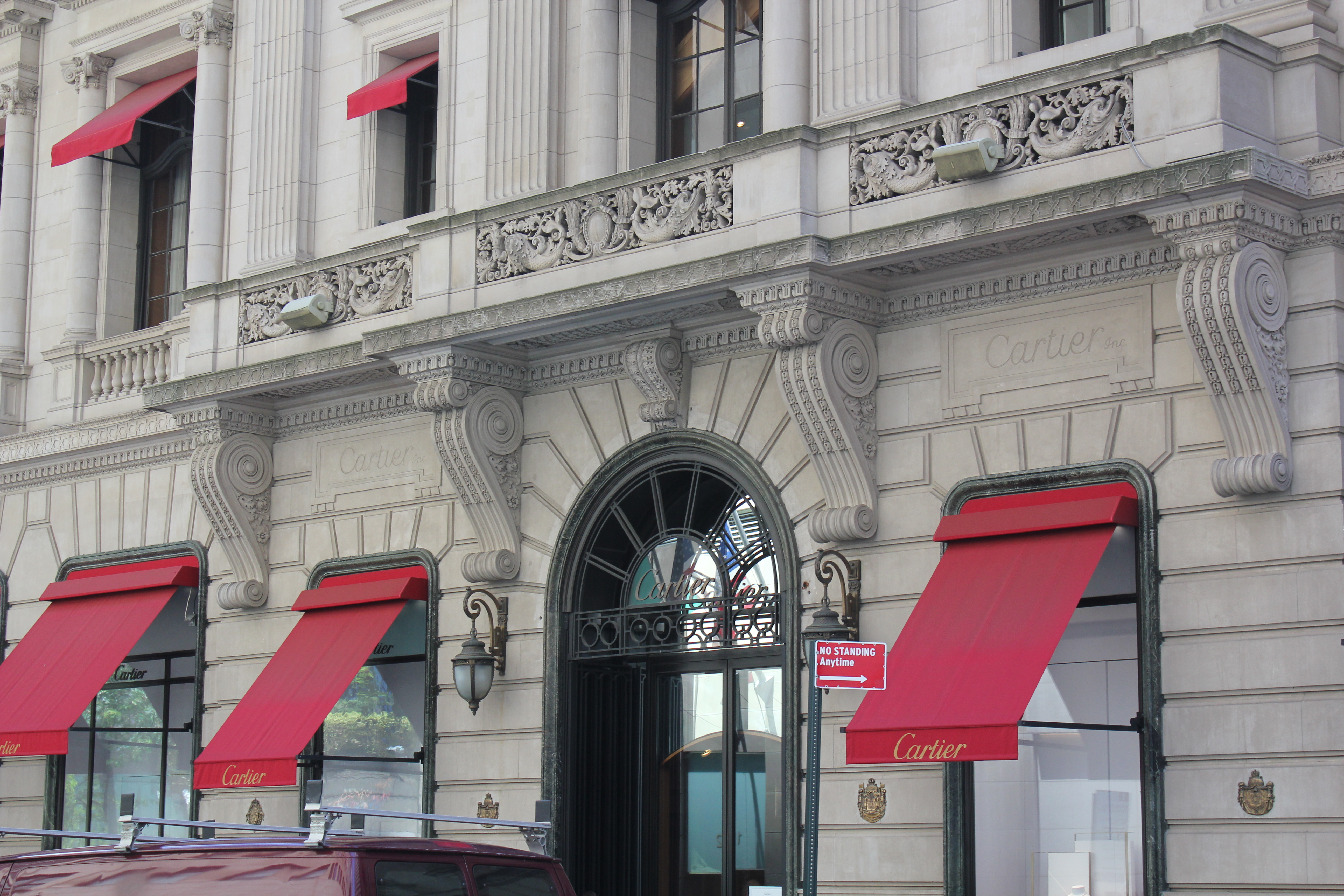
Entrée de la 52e rue.